# Ebrahim Savaneh
Ebrahim Savaneh, noto anche come Ibou (Serekunda, 7 settembre 1986), è un ex calciatore gambiano, di ruolo attaccante.

## Carriera
Debutta nel calcio professionistico a quasi 19 anni, con la maglia del Lech Poznań nella trasferta vinta 2-0 contro il Polonia Varsavia. Con i polacchi colleziona 2 presenze tra il 2004 e il 2006.
Nel biennio 2006-08 gioca tra le file del Beveren, dove si mette in luce segnando 23 gol in due stagioni.
Viene successivamente acquistato dal KV Kortrijk. Seguono poi i prestiti al KV Mechelen, al RAEC Mons e la successiva cessione nell'estate 2012 all'Oud-Heverlee Leuven.

## Palmarès

### Club

#### Competizioni nazionali
- Supercoppa di Polonia: 1

Lech Poznań: 2004